# Атласки медвед
Атласки медвед (Ursus arctos crowtheri) је био подврста мрког медведа из северозападне Африке. Изумро је вероватно 1870-их. Насељавао је област планина Атлас и околна подручја, од Марока до Либије.
Ови медведи су били жртве спортског лова још за време Римског царства, а хватани су и за борбе са гладијаторима. Врста је ипак преживела све до 19. века. Краљ Марока је 1830. поклонио зоолошком врту у Марсељу, једног од медведа које је поседовао. Сматра се да је последња јединка убијена од стране ловаца у планинама Риф, на северу Марока 1870-их.